# 赛义德布尔机场
赛义德布尔机场（英语：Saidpur Airport ）是孟加拉国朗布尔专区境内的一座机场，位于赛伊德布尔市，是该市最大的机场，也是該國最北的機場。
2018年，孟加拉国计划升级该机场为国际机场；一旦升级，它将成为继达卡、吉大港和錫爾赫特之后的第四个国际机场。新的名字將称为“瓦吉德·米亚赫博士国际机场”（Dr. Wazed Miah International Airport），以纪念孟加拉国核能学家瓦吉德·米亚赫。

## 航空公司
| 航空公司         | 目的地 |
| ---------------- | ------ |
| 孟加拉航空       | 达卡   |
| 丽晶航空         | 达卡   |
| 美国－孟加拉航空 | 达卡   |
| 诺沃航空         | 达卡   |